# Čukarička Padina
Čukarička Padina (in serbo Чукаричка падина?) è un quartiere urbano della capitale serba di Belgrado. Si trova nel comune di Čukarica a Belgrado.

## Posizione
Čukarička Padina si trova tra i quartieri di Čukarica a est e Makiš a ovest. Si tratta in realtà della parte più occidentale del quartiere Banovo Brdo, una striscia di terra alle pendici della collina lungo la strada Savska magistrala, affacciata sul fiume Sava e su Ada Ciganlija, da cui il nome descrittivo, Čukarička Padina, che in serbo significa pendio di Čukarica.

## Caratteristiche
Nell'insediamento di Čukarička padina si trovano un gran numero di edifici residenziali e diversi insediamenti rom antigienici, contro i quali gli abitanti di Čukarička padina protestano a causa del costante incendio di materie prime secondarie e dei frequenti incendi nell'insediamento.
Le aree residenziali sono circondate da parchi giochi e parchi per bambini. Attraverso l'abitato passa la strada (Beograd - Čačak) che collega Čukarička Padina con gli altri insediamenti suburbani e urbani della città di Belgrado. Nelle immediate vicinanze ci sono molte strade, così come il ponte Gazela e il ponte Ada. Oltre agli edifici residenziali, nell'insediamento si trovano numerose strutture commerciali, artigianali e di servizio. All'estremità dell'abitato, sul lato occidentale, si trova la chiesa di Santa Petka.

## Società
La popolazione di Čukarička Padina negli anni è aumentata, passando da 4.412 nel 1981 a 8.369 nel 1991. Nel 2002 la popolazione era di 10.720, ma, secondo il relativo censimento, la popolazione è scesa a 9.296 nel 2011.

### Evoluzione demografica
Abitanti censiti

## Trasporti
Čukarička Padina è raggiungibile con le seguenti linee di trasporto pubblico (GSP):
- Linea 55: Zvezdara — Stari Železnik;[6]

- Linea 56: Petlovo Brdo - Zeleni Venac;[7]

- Linea 87: Čukarička padina — Banovo brdo;[8]
- Linea 87A: Čukarička padina — Banovo brdo;[9]
- Linea 89: Novi Beograd/Blok 72 — Vidikovac;[10]
- Linea 91: Beograd Na Vodi — Ostružnica /Novo naselje;[11]
- Linea 92: Beograd Na Vodi — Osružnica /Karaula;[12]

- Linea 511: Beograd Na Vodi — Sremčica;[13]

- Linea 551: Beograd Na Vodi — Sremčica;[14]
- Linea 553: Beograd Na Vodi – Rucka.[15]